# Мария-Аделаида Люксембургская
Не путать с её тёткой Марией Аделаидой, великой герцогиней Люксембургской.
Мария Аделаида (21 мая 1924, Кольмар-Берг, Люксембург — 28 февраля 2007, Фишбах, Люксембург) — люксембургская принцесса, третий ребёнок в семье Великой Герцогини Люксембургской Шарлотты и принца Феликса Бурбон-Пармского.

## Биография

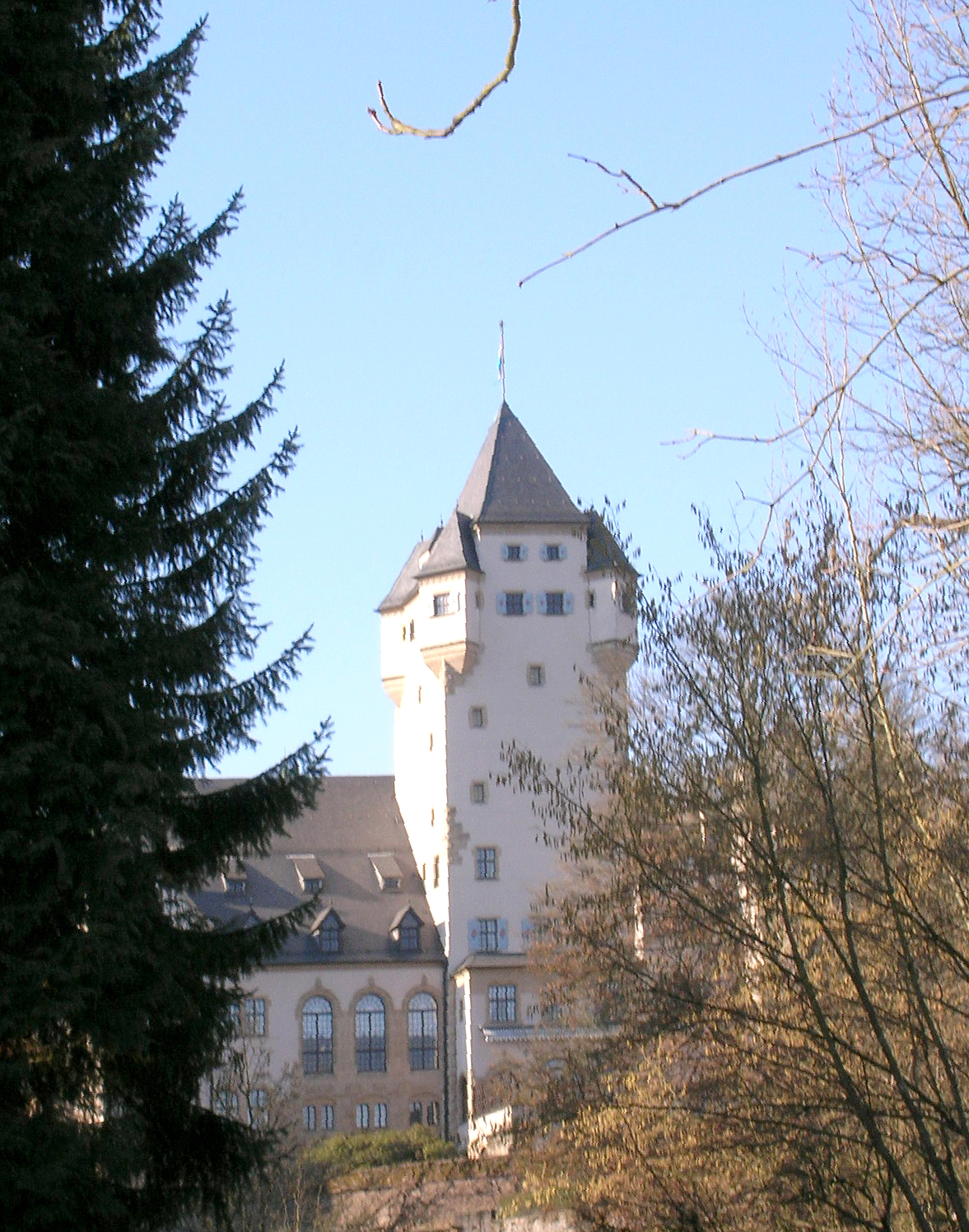
Замок Берг.

Мария Аделаида родилась 21 мая 1924 года в замке Берг. Она стала третьим ребёнком и второй дочерью в семье Великой герцогини Люксембурга Шарлотты и её супруга французского принца Феликса Бурбон-Пармского. С рождения имела титул «Её Королевское Высочество принцесса Люксембургская, принцесса Нассау и принцесса Бурбон-Пармская».
Приходилась сестрой великому герцогу Жану и тетей правящему великому герцогу Анри. Также, у неё были сестры Елизавета, Мария Габриэлла и Аликс и брат принц Карл. Также была крестной матерью принцессы Марии-Эсмеральды Бельгийской, дочери короля Леопольда III.
В 1940-х годах дети росли в замке Берг. Перед захватом страны немецкими войсками, семья уехала за границу. В течение следующих пяти лет Мария Аделаида побывала в Португалии, США, Великобритании и Канаде, где вместе со своими сестрами училась в колледже Жезус-Мари де Силлери недалеко от Квебека. Вместе с сестрой Елизаветой училась в католической школе городка Волдингхем (Woldingham School) в графстве Суррей.
Мария Аделаида умерла 28 февраля 2007 года.

## Брак и дети

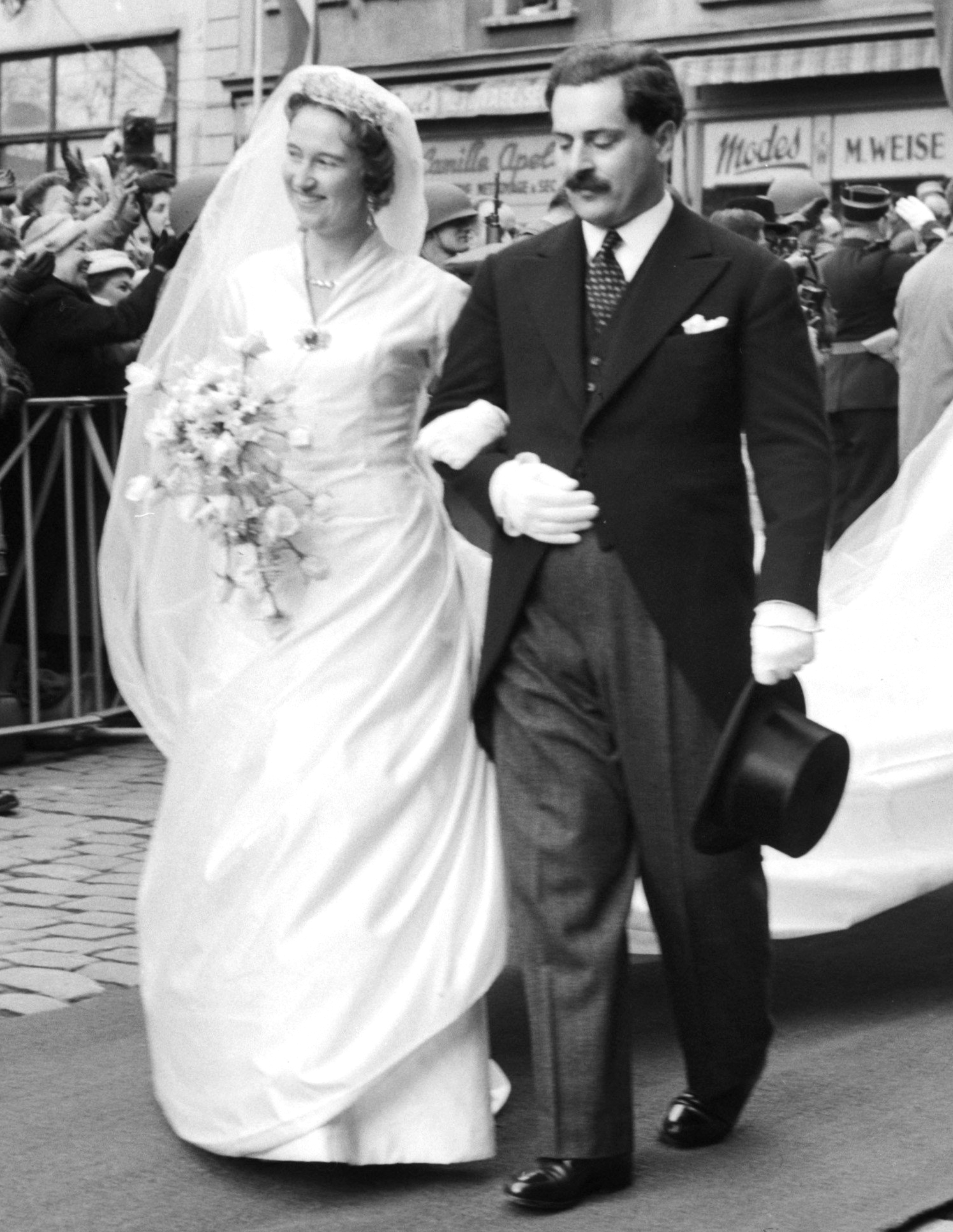
Свадьба Марии-Аделаиды Люксембургской и Карла Жозефа Хенкеля фон Доннерсмарка

В 1958 году в возрасте 33 лет вышла замуж за 29-летнего графа Карла Жозефа Хенкель фон Доннерсмарк (1928—2008). Свадьба состоялась 10 апреля 1958 года. Гражданская церемония прошла во Дворце Великих герцогов в Люксембурге, религиозная — в Соборе Люксембургской Богоматери. В семье родилось четверо детей:
- Андреас (род. 30 марта 1959), 17 июня 1995 года женился на графине Иоганне фон Гогенберг (род. 1966).
- Феликс (2 марта 1960 — 28 октября 2007), был женат на Нине Штольцль (род. 1971). Детей у пары не было. Умер от рака легких в возрасте 47 лет;
- Генрих (род. 13 ноября 1961), 12 сентября 1998 года женился на Анне Марии Меркенс (род. 1969).
- Мария-Шарлотта (род. 4 августа 1965), в 1999 году вышла замуж за графа Кристофа фон Мерана (род. 1963).